# Pterygoplichthys gibbiceps
Cá tỳ bà beo (Danh pháp khoa học: Pterygoplichthys gibbiceps) là loài cá thuộc họ Loricariidae, chúng thuộc dòng cá lau kiếng da beo đẹp, với những hoa văn đốm da beo trên mình đã giúp cho loài cá này được nhiều người ưa chuộng. 

## Đặc điểm
Cá tỳ bà beo sống ở tầng đáy. Cá sinh sản trong ao đất, đào hang đẻ trứng (khoảng 300 trứng/lần đẻ). Cá được xem là chuyên gia ăn rêu và dọn chất nhớt ở thành bể và đáy bể, thích hợp thả nuôi chung với nhiều loài. Cá ăn thực vật và phá cây nên tránh nuôi trong bể có trồng nhiều cây thủy sinh. Có thể bố trí thêm giá thể làm nơi trú ẩn cho cá như gỗ, đá. Cá dễ nuôi, hoạt động về đêm, thích ứng nhiều điều kiện môi trường khác nhau, chịu lạnh rất giỏi và sống rất bền, có thể không ăn trong cả tháng trời mà không chết. Cá ăn tảo, thực vật, mùn bã, giáp xác và côn trùng nhỏ.